# Lisa Scott-Lee
Lisa Scott-Lee, född 5 november 1975 i St. Asaph, Wales, är mest känd som en av sångerskorna i den brittiska popgruppen Steps. 

## Karriär
Popgruppen Steps hade en rad hits i slutet av 1990-talet och början av 2000-talet. Efter interna strider splittrades gruppen på annandag jul 2001 och alla medlemmarna gick sina egna vägar. Lisa Scott-Lee satsade på en solokarriär, men kunde på egen hand tyvärr aldrig återuppnå framgångarna med Steps. Scott-Lee hade under arbetet med solokarriären även sin egen dokusåpa på MTV: Totally Scott-Lee. 
Under 2007 deltog Scott-Lee i den engelska motsvarigheten till Stjärnor på is. 2008 var hon med i tv-serien CelebAir, i vilken kändisar skulle utföra arbetsuppgifter normalt utförda av kabinpersonal på flyg. 2009 meddelade Scott-Lee sitt beslut att sluta med musiken. Hon flyttade till Dubai med maken Johnny Shentall och deras två barn, och skulle nu istället satsa helt på familjen. 
2011, tio år efter upplösningen av Steps, beslöt Sony Entertainment att släppa en samlingsplatta med bandet. Inför att skivan skulle släppas beslöt sig de forna bandmedlemmarna för att träffas och försöka reda ut alla interna problem. Hela återföreningen filmades av tv-kanalen Sky living och kom att sändas på engelsk TV i tv-serien Steps Reunion hösten 2011. Både tv-serien och samlingsskivan blev en stor succé i England och 2012 gav sig Steps ut på en utsåld turné i hela Storbritannien. Den 22 oktober 2012 släppte Steps singeln "Light Up My World", bandets första nyinspelade material på över 12 år.